# Mary Alice
Mary Alice Smith (ur. 3 grudnia 1936 lub 1941 w Indianola, zm. 27 lipca 2022 w Nowym Jorku) – amerykańska aktorka.

## Filmografia

### Filmy
- 2004 Matrix Recalibrated jako ona sama
- 2003 What I Want My Words to Do to You: Voices from Inside a Women’s Maximum Security Prison jako ona sama
- 2003 Matrix Rewolucje jako Wyrocznia
- 2002 Miasto słońca jako Eunice
- 2001 Ostatni budowniczy Ameryki jako Dorothy Cobb
- 2000 Photographer, The jako Violet
- 1999 Drzewo życzeń jako Matie
- 1999 Spotkanie po latach jako Dolores Williams
- 1998 Wracając do korzeni jako Rosa Lynn Sinclair
- 1996 Usłane różami jako Alice
- 1994 Niezwykłe lato jako Evelyn
- 1993 Mikey i ja jako pani Gordon
- 1993 Doskonały świat jako Lottie, żona Macka
- 1992 Malcolm X jako nauczycielka
- 1990 Spać ze złem jako Suzy
- 1990 Fajerwerki próżności jako Annie Lamb
- 1990 Przebudzenia jako siostra Margaret
- 1985 Charlotte Forten’s Mission: Experiment in Freedom
- 1984 Concealed enemies jako Edith Murray
- 1984 Rytm ulicy jako Cora
- 1983 Brass Ring, The jako pani Hauser
- 1976 Just an Old Sweet Song jako Helen Mayfield
- 1976 Błysk jako Effie
- 1974 Sty of the Blind Pig, The jako Alberta Warren

### Seriale
- 2003–2004 Line of Fire jako Jackie Simon
- 2000–2004 Soul Food jako pani Pettaway
- 1999–2002 Powrót do Providence jako Abby Franklin
- 1997 Orleans jako Ella Clark
- 1997 Oz jako Eugenia Hill
- 1996–2000 Cosby jako Loretta
- 1994−2003 Dotyk anioła jako Georgia Bishop
- 1991–1993 I’ll Fly Away jako Marguerite Peck
- 1990-2010 Prawo i porządek jako Virginia Bryan
- 1987–1993 Inny świat jako Lettie Bostic
- 1986–1994 Prawnicy z Miasta Aniołów jako Maxine Manley
- 1976–1977 Serpico jako Angel
- 1976–1980 Visions jako Evelyn Burrell
- 1972–1977 Sanford and Son jako siostra Freda